# わんこきょうだい
わんこきょうだいは、岩手県のイメージキャラクター。2010年（平成22年）6月に正式に県のイメージキャラクターとして認定された。

## 概要
2009年（平成21年）に「いわて・平泉観光キャンペーン実行委員会」の宣伝ツールとして誕生し、2010年（平成22年）6月に、正式に県のイメージキャラクターとして認定された。岩手県内各地のイベントや企画で起用される他、わんこきょうだい公式ホームページ「わんこブログ」の運営もしている。2016年（平成28年）には、第71回国民体育大会（希望郷いわて国体）のマスコットキャラクターを務めた。作者は岩手県で活躍するイラストレーター、オガサワラユウダイである。
メインキャラクターである「そばっち」は、岩手（花巻）名物の「わんこそば」と、国内生産量日本一の岩手の漆を使った漆器「浄法寺塗」をモチーフとしている。そばっちの他に、エリアキャラクターとして「こくっち」「とふっち」「おもっち」「うにっち」がいる。

## プロフィール
そばっち
メインキャラクター。わんこそばをモチーフにデザインされている。担当地域は岩手県全域。北上山地のとあるそば畑に住んでいる。性格はおそばのように気長なのんびり屋で、特技はわんこそばをたくさん食べられることである。
こくっち
エリアキャラクター。雑穀をモチーフにデザインされている。担当地域は二戸市・久慈市などの県北エリア。林の中のとあるざっこく畑に住んでいる。いつでもついつい寝てしまう性格で。自然散策が得意で、寒さに強い。
とふっち
エリアキャラクター。豆腐をモチーフにデザインされている。担当地域は盛岡市・八幡平市などの県央エリア。老舗のとあるお豆腐屋さんに住んでいる。性格は優しいしっかりもので、特技は早起きとさんさ踊り。
おもっち
エリアキャラクター。ずんだもちをモチーフにデザインされている。担当地域は花巻市・遠野市などの県南エリア。昔からのとあるお米農家に住んでいる。粘り強い性格で、特技は餅つき、変身。餅だけに、力持ちらしい。
うにっち
エリアキャラクター。うに丼をモチーフにデザインされている。担当地域は宮古市・釜石市などの沿岸南部エリア。三陸海岸のとある岩場に住んでいる。恥ずかしがり屋。特技は素潜りとうにの殻剥き。

## キャラクターソング
キャラクターソングは、わんこきょうだい公式サイトおよび希望郷いわて国体公式サイトからダウンロードが可能である。
- わんこきょうだいのうた
  - 作詞・作曲：いわて・平泉観光キャンペーン実行委員会[1]
  - 編曲・補作曲：佐藤将展[1]
- わんこきょうだいのうた〜国体・大会ver.
  - 原曲：わんこきょうだいのうた
  - 作詞：内澤稲子
  - 編曲・補作曲：佐藤将展

なお、「わんこきょうだいのうた」は期間限定で盛岡駅の発車メロディーとして使用された実績がある。

## 派生キャラクター
わんこきょうだいの派生キャラクターには、「たいわんこきょうだい」「おこめきょうだい」がいる。

### たいわんこきょうだい
台湾と岩手県の交流を図るために作られた。
ぱおっち
小籠包をイメージして作られたキャラクター。名前の由来は小籠包の中国語の発音からきている。
りゅうっち
龍をイメージして作られたキャラクター。
うめっち
梅の花をイメージして作られたキャラクター。